# Raffael Schuster-Woldan

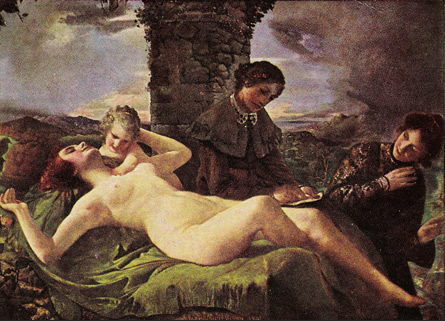
Das Leben (1905).

Raffael Hans Ulrich Schuster-Woldan, född den 7 januari 1870 i Striegau i Schlesien, död den 13 december 1951 i Garmisch-Partenkirchen, var en tysk målare. Han var son till Heinrich Schuster-Woldan och bror till Georg Schuster-Woldan.
Schuster-Woldan blev 1911 professor vid konsthögskolan i Charlottenburg, vilket han förblev till 1920. Han utförde fantasikompositioner (Vid skymningens port, Memento vivere med flera) samt stora vägg- och plafondmålningar i riksdagshuset och Bundesrathaus. Han var även framstående porträttmålare.
1941 fick han extra stort utrymme på den femte samlingsutställningen av Große Deutsche Kunstausstellung i Haus der Deutschen Kunst. 27 av Schuster-Woldans verk visades och centralt bland dessa ansågs den naturalistiska nakenmålningen Das Leben (1905) vara. I katalogen beskrevs den som "ej till salu", ändå köptes den av Adolf Hitler för 60 000 riksmark. Mellan åren 1937 och 1944 var detta den högst betalda summan för en målning överlag.